# Sant Estève de Combralha
Saint-Étienne-des-Champs és un municipi francès situat al departament del Puèi Domat i a la regió d'Alvèrnia-Roine-Alps. L'any 2007 tenia 145 habitants.

## Demografia

### Població
El 2007 la població de fet de Saint-Étienne-des-Champs era de 145 persones. Hi havia 54 famílies de les quals 16 eren unipersonals (8 homes vivint sols i 8 dones vivint soles), 13 parelles sense fills i 25 parelles amb fills.
La població ha evolucionat segons el següent gràfic:
Habitants censats

### Habitatges
El 2007 hi havia 86 habitatges, 57 eren l'habitatge principal de la família, 19 eren segones residències i 9 estaven desocupats. 85 eren cases i 1 era un apartament. Dels 57 habitatges principals, 53 estaven ocupats pels seus propietaris, 2 estaven llogats i ocupats pels llogaters i 2 estaven cedits a títol gratuït; 1 tenia dues cambres, 6 en tenien tres, 13 en tenien quatre i 38 en tenien cinc o més. 51 habitatges disposaven pel capbaix d'una plaça de pàrquing. A 21 habitatges hi havia un automòbil i a 29 n'hi havia dos o més.

### Piràmide de població
La piràmide de població per edats i sexe el 2009 era:
| Homes | Edats   | Dones |
| ----- | ------- | ----- |
| 0     | 95 o +  | 0     |
| 0     | 90 a 94 | 0     |
| 0     | 85 a 89 | 0     |
| 0     | 80 a 84 | 8     |
| 8     | 75 a 79 | 8     |
| 4     | 70 a 74 | 4     |
| 4     | 65 a 69 | 4     |
| 0     | 60 a 64 | 8     |
| 4     | 55 a 59 | 0     |
| 4     | 50 a 54 | 4     |
| 12    | 45 a 49 | 8     |
| 4     | 40 a 44 | 4     |
| 8     | 35 a 39 | 0     |
| 4     | 30 a 34 | 4     |
| 0     | 25 a 29 | 0     |
| 0     | 20 a 24 | 0     |
| 12    | 15 a 19 | 0     |
| 4     | 10 a 14 | 0     |
| 0     | 5 a 9   | 0     |
| 0     | 0 a 4   | 4     |

## Economia
El 2007 la població en edat de treballar era de 89 persones, 74 eren actives i 15 eren inactives. De les 74 persones actives 72 estaven ocupades (45 homes i 27 dones) i 2 estaven aturades (1 home i 1 dona). De les 15 persones inactives 3 estaven jubilades, 3 estaven estudiant i 9 estaven classificades com a «altres inactius».

### Ingressos
El 2009 a Saint-Étienne-des-Champs hi havia 59 unitats fiscals que integraven 135 persones, la mediana anual d'ingressos fiscals per persona era de 10.063 €.

### Activitats econòmiques
L'únic establiment que hi havia el 2007 era d'una empresa de serveis.
L'any 2000 a Saint-Étienne-des-Champs hi havia 30 explotacions agrícoles que ocupaven un total de 1.272 hectàrees.

## Poblacions més properes
El següent diagrama mostra les poblacions més properes.